# Kevin Krawietz
Kevin Krawietz (* 24. ledna 1992 Coburg) je německý profesionální tenista. Ve čtyřhře grandslamu zvítězil s Andreasem Miesem na French Open 2019 a 2020. V páru s Timem Pützem prohrál finále čtyřhry na US Open 2024 a ovládl ATP Finals 2024. Stali se tak první vítěznou dvojicí Turnaje mistrů z Německa. Ve své dosavadní kariéře na okruhu ATP Tour vyhrál jedenáct deblových turnajů. Na challengerech ATP a okruhu ITF získal čtyři tituly ve dvouhře a čtyřicet čtyři ve čtyřhře. 
Na žebříčku ATP byl ve dvouhře nejvýše klasifikován v prosinci 2018 na 211. místě a ve čtyřhře pak v únoru 2025 na 5. místě. Trénuje ho Lukas Wolff. Dříve tuto roli plnil Klaus Langenbach.
V německém daviscupovém týmu debutoval v roce 2019 madridským finálovým turnajem, v němž s Andreasem Miesem vyhrál čtyřhru proti párům Chile a Argentiny. Do roku 2025 v soutěži nastoupil k sedmnácti mezistátním utkáním s bilancí 0–0 ve dvouhře a 16–1 ve čtyřhře.
Německo reprezentoval na odložených Letních olympijských hrách 2020 v Tokiu. Ve smíšené soutěži dohrál po boku Laury Siegemundové ve čtvrtfinále. Ve druhém kole čtyřhry s Pützem podlehli Britům Andymu Murraymu a Joeovi Salisburymu. Společně zasáhli i do deblové soutěže pařížských Her XXXIII. olympiády. Z pozice druhých nasazených ve čtvrtfinále nestačili na Tomáše Macháče a Adama Pavláska.

## Tenisová kariéra
V juniorské kategorii vyhrál s Francouzem Pierrem-Huguesem Herbertem čtyřhru ve Wimbledonu 2009.
Na okruhu ATP World Tour debutoval červencovým International German Open 2009 v Hamburku. Do singlové soutěže obdržel divokou kartu. V úvodním kole vypadl s Čechem Janem Hernychem po třísetovém průběhu. Ani s Hilsem Langerem nepřešli první kolo čtyřhry. Poté získal divokou kartu do mnichovského BMW Open 2010, kde dohrál na raketě Tomáše Berdycha. Premiérový kariérní vyhraný zápas v této úrovni tenisu dosáhl v deblu BMW Open 2018. V páru s krajanem Maxmilianem Martererem v prvním kole vyřadili rakousko-německou dvojici Jürgen Melzer a Philipp Petzschner. Ve čtvrtfinále však skončili na raketách Mektiće s Peyou.

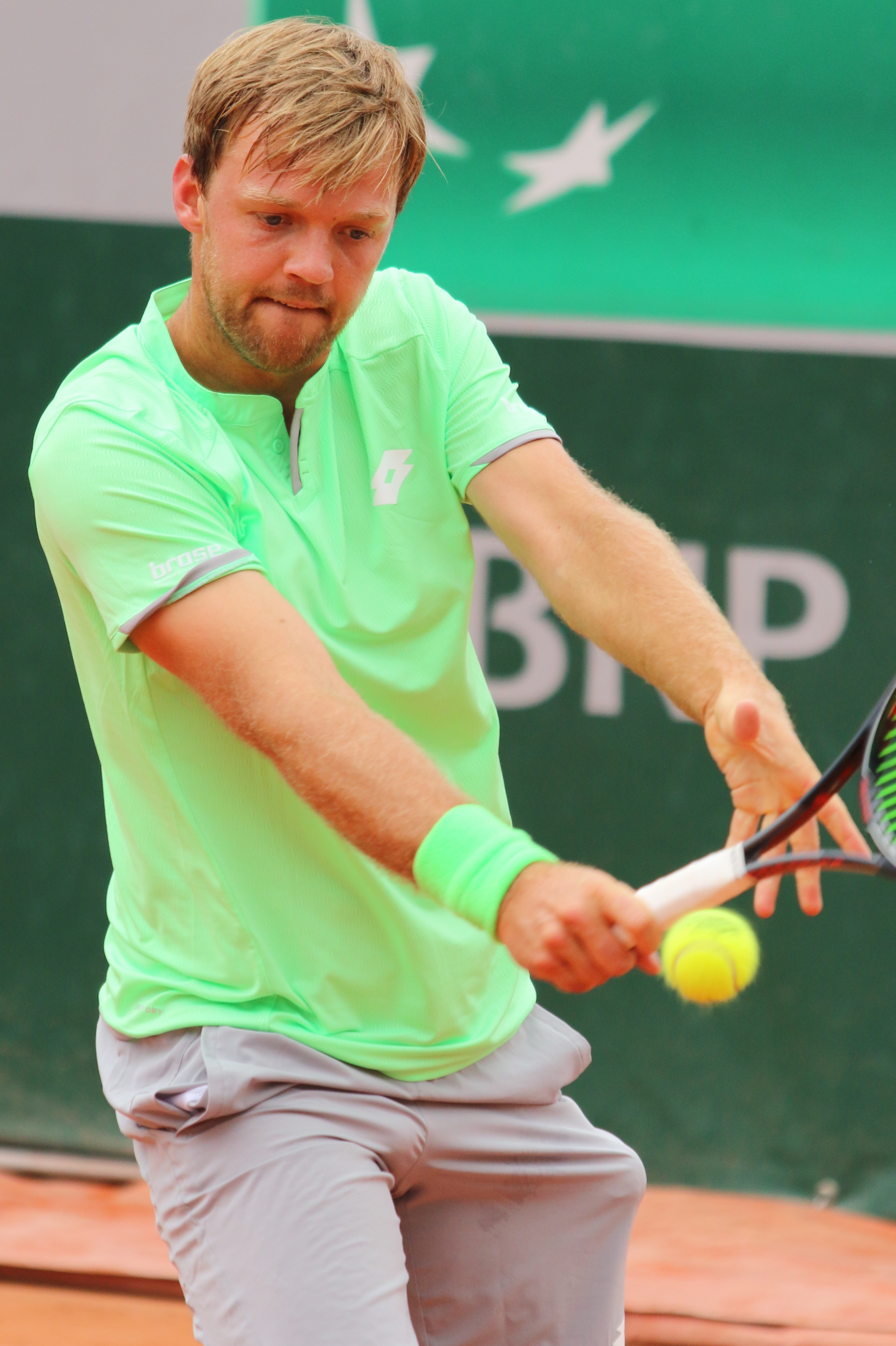
Bekhend na French Open 2019

Do prvního finále na okruhu ATP Tour postoupil s Andreasem Miesem ve čtyřhře halového New York Open 2019 v Uniondale. V boji o titul zdolali mexicko-pákistánskou dvojici Santiago González a Ajsám Kúreší po dvousetovém průběhu. Jako pár oba Němci odehráli čtvrtou hlavní soutěž na túře ATP. Spolupráci navázali ve Wimbledonu 2018, kde prošli z kvalifikace do třetího kola čtyřhry. V něm nestačili na pozdější šampiony Mika Bryana s Jackem Sockem, ačkoli měli dva mečboly.
Debut v hlavní soutěži nejvyšší grandslamové kategorie zaznamenal v mužském deblu Wimbledonu 2017 po boku Slováka Igora Zelenaye. V úvodní fázi však nenašli recept na Olivera Maracha s Matem Pavićem.
Grandslamovou trofej vybojoval s Miesem na antukovém French Open 2019. Ve třetím kole deblové soutěže oplatili porážku čtvrtým nasazeným Marachovi s Pavićem a ani v semifinále je nezastavil argentinský pár Guido Pella a Diego Schwartzman. Ve finálovém duelu za 85 minut přehráli Francouze Jérémyho Chardyho s Fabricem Martinem ve dvou setech. V otevřené éře se stali vůbec první ryze německou dvojicí, která vyhrála grandslamovou trofej ve čtyřhře mužů, a první od Gottfrieda von Cramma a Hennera Henkela z roku 1937. Jednalo se přitom o jejich devátý společný start na turnajích okruhu ATP Tour a teprve druhý grandslamový. V open éře French Open zvítězili, po Jimu Grabbovi a Patricku McEnroeovi z roku 1989, jako druhý pár již při své debutové účasti. Na pařížské antuce před nimi triumfovalo pět deblistů při své premiéře. Po Michaelu Stichovi a Philippu Petzschnerovi se stali třetím a čtvrtým německým tenistou, který ovládl mužskou grandslamovou čtyřhru. Na deblovém žebříčku ATP se Krawietz posunul na nová kariérní maximum, 21. příčku.
S krajanem Timem Pützem navázal nepravidelně partnerství v sezóně 2017. První dvě trofeje si odvezli z Hamburg Open 2023 a 2024. Na závěrečném Turnaji mistrů, turínském ATP Finals 2024, postoupili do semifinále po obsazení prvního místa ve skupině. V něm otočili průběh proti Australanům Maxi Purcellovi s Jordanu Thompsonovi, jimž oplatil porážku z finále US Open. Ve finále přehráli, stejně jako ve skupinové fázi, salvadorsko-chorvatské turnajové jedničky Marcela Arévala s Matem Pavićem po zvládnutí obou tiebreaků. Již do semifinále prošli jako první německý pár v historii turnaje. Následně se tak stali prvními německými šampiony deblové soutěže Turnaje mistrů a nejníže postavenými od zavedení nasazování v roce 1995.

## Finále na Grand Slamu

### Mužská čtyřhra: 3 (2–1)
| Stav      | rok  | turnaj          | povrch | spoluhráč    | soupeři ve finále            | výsledek      |
| --------- | ---- | --------------- | ------ | ------------ | ---------------------------- | ------------- |
| Vítěz     | 2019 | French Open     | antuka | Andreas Mies | Jérémy Chardy Fabrice Martin | 6–2, 7–6(7–3) |
| Vítěz     | 2020 | French Open (2) | antuka | Andreas Mies | Mate Pavić Bruno Soares      | 6–3, 7–5      |
| Finalista | 2024 | US Open         | tvrdý  | Tim Pütz     | Max Purcell Jordan Thompson  | 4–6, 6–7(4–7) |

## Finále na Turnaji mistrů

### Čtyřhra: 1 (1–0)
| Stav  | rok  | turnaj        | povrch    | spoluhráč | soupeři ve finále          | výsledek finále    |
| ----- | ---- | ------------- | --------- | --------- | -------------------------- | ------------------ |
| Vítěz | 2024 | Turín, Itálie | tvrdý (h) | Tim Pütz  | Marcelo Arévalo Mate Pavić | 7–6(7–5), 7–6(8–6) |

## Finále na okruhu ATP Tour

### Čtyřhra: 22 (11–14)
| Legenda                   |
| ------------------------- |
| Grand Slam (2–1)          |
| Turnaj mistrů (1–0)       |
| ATP Tour Masters 1000 (0) |
| ATP Tour 500 (4–5)        |
| ATP Tour 250 (4–5)        |

| Stav      | č.  | datum             | turnaj                           | kategorie     | povrch    | spoluhráč      | soupeři ve finále                    | výsledek                   |
| --------- | --- | ----------------- | -------------------------------- | ------------- | --------- | -------------- | ------------------------------------ | -------------------------- |
| Vítěz     | 1.  | 17. února 2019    | New York, Spojené státy          | ATP 250       | tvrdý (h) | Andreas Mies   | Santiago González Ajsám Kúreší       | 6–4, 7–5                   |
| Vítěz     | 2.  | 8. června 2019    | French Open, Paříž, Francie      | Grand Slam    | antuka    | Andreas Mies   | Jérémy Chardy Fabrice Martin         | 6–2, 7–6(7–3)              |
| Vítěz     | 3.  | 20. října 2019    | Antverpy, Belgie                 | ATP 250       | tvrdý (h) | Andreas Mies   | Rajeev Ram Joe Salisbury             | 7–6(7–1), 6–3              |
| Vítěz     | 4.  | 10. října 2020    | French Open, Paříž, Francie (2)  | Grand Slam    | antuka    | Andreas Mies   | Mate Pavić Bruno Soares              | 6–3, 7–5                   |
| Finalista | 1.  | 25. října 2020    | Kolín nad Rýnem, Německo         | ATP 250       | tvrdý (h) | Andreas Mies   | Raven Klaasen Ben McLachlan          | 2–6, 4–6                   |
| Finalista | 2.  | 7. března 2021    | Rotterdam, Nizozemsko            | ATP 500       | tvrdý (h) | Horia Tecău    | Nikola Mektić Mate Pavić             | 6–7(7–9), 2–6              |
| Finalista | 3.  | 25. dubna 2021    | Barcelona, Španělsko             | ATP 500       | antuka    | Horia Tecău    | Juan Sebastián Cabal Robert Farah    | 4–6, 2–6                   |
| Vítěz     | 5.  | 2. května 2021    | Mnichov, Německo                 | ATP 250       | antuka    | Wesley Koolhof | Sander Gillé Joran Vliegen           | 4–6, 6–4, [10–5]           |
| Vítěz     | 6.  | 20. června 2021   | Halle, Německo                   | ATP 500       | tráva     | Horia Tecău    | Félix Auger-Aliassime Hubert Hurkacz | 7–6(7–4), 6–4              |
| Finalista | 4.  | 18. července 2021 | Hamburk, Německo                 | ATP 500       | antuka    | Horia Tecău    | Tim Pütz Michael Venus               | 3–6, 7–6(7–3), [8–10]      |
| Vítěz     | 7.  | 24. dubna 2022    | Barcelona, Španělsko             | ATP 500       | antuka    | Andreas Mies   | Wesley Koolhof Neal Skupski          | 6–7(3–7), 7–6(7–5), [10–6] |
| Vítěz     | 8.  | 1. května 2022    | Mnichov, Německo (2)             | ATP 250       | antuka    | Andreas Mies   | Rafael Matos David Vega Hernández    | 4–6, 6–4, [10–7]           |
| Finalista | 5.  | duben 2023        | Mnichov, Německo                 | ATP 250       | antuka    | Tim Pütz       | Alexander Erler Lucas Miedler        | 3–6, 4–6                   |
| Finalista | 6.  | červen 2023       | Stuttgart, Německo               | ATP 250       | tráva     | Tim Pütz       | Nikola Mektić Mate Pavić             | 6–7(2–7), 3–6              |
| Vítěz     | 9.  | červenec 2023     | Hamburk, Německo                 | ATP 500       | antuka    | Tim Pütz       | Sander Gillé Joran Vliegen           | 7–6(7–4), 6–3              |
| Finalista | 7.  | leden 2024        | Brisbane, Austrálie              | ATP 250       | tvrdý     | Tim Pütz       | Lloyd Glasspool Jean-Julien Rojer    | 6–7(3–7), 7–5, [10–12]     |
| Finalista | 8.  | červen 2024       | Halle, Německo                   | ATP 500       | tráva     | Tim Pütz       | Simone Bolelli Andrea Vavassori      | 6–7(3–7), 6–7(5–7)         |
| Vítěz     | 10. | červenec 2024     | Hamburk, Německo (2)             | ATP 500       | antuka    | Tim Pütz       | Fabien Reboul Édouard Roger-Vasselin | 7–6(10–8), 6–2             |
| Finalista | 9.  | září 2024         | US Open, New York, Spojené státy | Grand Slam    | tvrdý     | Tim Pütz       | Max Purcell Jordan Thompson          | 4–6, 6–7(4–7)              |
| Vítěz     | 11. | listopad 2024     | Turín, Itálie                    | Turnaj mistrů | tvrdý (h) | Tim Pütz       | Marcelo Arévalo Mate Pavić           | 7–6(7–5), 7–6(8–6)         |
| Finalista | 10. | leden 2025        | Adelaide, Austrálie              | ATP 250       | tvrdý     | Tim Pütz       | Simone Bolelli Andrea Vavassori      | 6–4, 6–7(4–7), [9–11]      |
| Finalista | 11. | duben 2025        | Mnichov, Německo                 | ATP 500       | antuka    | Tim Pütz       | André Göransson Sem Verbeek          | 4–6, 4–6                   |

## Tituly na challengerech ATP a okruhu ITF
| Legenda                 |
| ----------------------- |
| Challengery (4 D; 17 Č) |
| ITF (0 D; 27 Č)         |

### Dvouhra (4 tituly)
| č. | datum         | turnaj                    | povrch | soupeř ve finále | výsledek      |
| -- | ------------- | ------------------------- | ------ | ---------------- | ------------- |
| 1. | červenec 2011 | Bad Waltersdorf, Rakousko | antuka | Gerald Melzer    | 7–6(7–3), 6–1 |
| 2. | březen 2012   | Poreč, Chorvatsko         | antuka | Dino Marcan      | 6–3, 5–7, 6–3 |
| 3. | květen 2012   | Bukurešť, Rumunsko        | antuka | Dino Marcan      | 6–2, 7–5      |
| 4. | březen 2018   | Džerba, Tunisko           | tvrdý  | Gianni Mina      | 6–2, 6–1      |

### Čtyřhra (44 titulů)
| č.  | datum         | turnaj                                | povrch      | spoluhráč                | soupeři ve finále                            | výsledek               |
| --- | ------------- | ------------------------------------- | ----------- | ------------------------ | -------------------------------------------- | ---------------------- |
| 1.  | březen 2010   | Wetzikon, Švýcarsko                   | koberec (h) | Marcel Zimmermann        | Walter Trusendi Jürgen Zopp                  | 6–2, 3–6, [10–5]       |
| 2.  | duben 2010    | Adana, Turecko                        | antuka      | Marcel Zimmermann        | Hans Podlipnik Castillo Ricardo Urzúa Rivera | 6–4, 5–7, [10–6]       |
| 3.  | duben 2010    | Tarsus, Turecko                       | antuka      | Marcel Zimmermann        | Hans Podlipnik Castillo Ricardo Urzúa Rivera | 6–3, 6–7(5–7), [10–6]  |
| 4.  | listopad 2010 | Ramat ha-Šaron, Izrael                | tvrdý       | Sergej Kroťuk            | Noam Behr Tal Eros                           | 2–6, 6–4, [10–5]       |
| 5.  | prosinec 2010 | Santo Domingo, Dominikánská republika | tvrdý       | Pierre-Hugues Herbert    | Piero Luisi Román Recarte                    | 7–6(7–4), 6–3          |
| 6.  | leden 2011    | Kaarst, Německo                       | koberec (h) | Marcel Zimmermann        | Chris Eaton Alexander Slabinsky              | 6–3, 7–5               |
| 7.  | září 2011     | Umag, Chorvatsko                      | antuka      | Marcel Zimmermann        | Nikolaus Moser Max Raditschnigg              | 7–6(12–10), 6–2        |
| 8.  | říjen 2011    | Sant Cugat, Španělsko                 | antuka      | Marcel Zimmermann        | Marc Fornell Mestres Miguel Ángel López Jaén | 3–6, 7–6(7–5), [10–4]  |
| 9.  | únor 2012     | Mallorca, Španělsko                   | antuka      | Tristan-Samuel Weissborn | Agustín Boje-Ordóñez Pablo Martín-Adalia     | 6–2, 6–4               |
| 10. | duben 2012    | Rovinj, Chorvatsko                    | antuka      | Marcel Zimmermann        | Marin Draganja Dino Marcan                   | 6–4, 6–4               |
| 11. | říjen 2012    | Cardiff, Spojené království           | tvrdý (h)   | Bastian Knittel          | Laurynas Grigelis Giuseppe Menga             | 3–6, 6–4, [10–7]       |
| 12. | květen 2013   | Šarm aš-Šajch, Egypt                  | antuka      | Dominik Schulz           | Younes Rachidi Mehdi Ziadi                   | 6–2, 6–1               |
| 13. | červenec 2013 | Kassel, Německo                       | antuka      | Kristijan Mesaroš        | Marek Michalička David Pultr                 | 6–4, 7–6(7–4)          |
| 14. | leden 2014    | Stuttgart, Německo                    | tvrdý (h)   | Hannes Wagner            | Karen Chačanov Denis Macukevič               | 4–6, 6–3, [10–7]       |
| 15. | březen 2014   | Trento, Itálie                        | tvrdý (h)   | Fabrice Martin           | Błażej Koniusz Matteo Volante                | 6–3, 6–1               |
| 16. | červen 2014   | Maribor, Slovinsko                    | antuka      | Erik Elliott             | Miha Mlakar Tomislav Ternar                  | 6–0, 7–5               |
| 17. | říjen 2014    | Bad Salzdetfurth, Německo             | koberec (h) | Maximilian Marterer      | Denis Kapric Lukas Rüpke                     | 6–3, 7–6(7–4)          |
| 18. | listopad 2014 | Antalya, Turecko                      | antuka      | Maximilian Marterer      | Janez Semrajč Tristan-Samuel Weissborn       | 6–3, 6–2               |
| 19. | červen 2015   | Sarajevo, Bosna a Hercegovina         | antuka      | Nils Langer              | Darko Jandrić Miki Janković                  | 6–4, 6–4               |
| 20. | červenec 2015 | Kenn, Německo                         | antuka      | Maximilian Marterer      | Maximilian Bohl Benedikt Müller              | 6–0, 6–1               |
| 21. | červenec 2015 | Telfs, Rakousko                       | antuka      | Hannes Wagner            | Marco Bortolotti Riccardo Ghedin             | 6–1, 2–6, [10–7]       |
| 22. | srpen 2015    | Friedberg, Německo                    | antuka      | Johannes Härteis         | Jakob Sude George von Massow                 | 6–3, 6–7(5–7), [11–9]  |
| 1.  | září 2015     | Meknes, Maroko                        | antuka      | Maximilian Marterer      | Gianluca Naso Riccardo Sinicropi             | 7–5, 6–1               |
| 23. | ledna 2016    | Nußloch, Německo                      | koberec (h) | Johannes Härteis         | Niels Desein Uladzimir Ignatik               | 6–7(5–7), 6–4, [10–8]  |
| 2.  | červenec 2016 | Recanati, Itálie                      | tvrdý       | Albano Olivetti          | Ruben Bemelmans Adrián Menéndez Maceiras     | 6–3, 7–6(7–4)          |
| 3.  | září 2016     | Kenitra, Maroko                       | antuka      | Maximilian Marterer      | Uladzimir Ignatik Michael Linzer             | 7–6(8–6), 4–6, [10–6]  |
| 4.  | listopad 2016 | Eckental, Německo                     | koberec (h) | Albano Olivetti          | Roman Jebavý Andrej Martin                   | 6–7(8–10), 6–4, [10–7] |
| 5.  | listopad 2016 | Ortisei, Itálie                       | tvrdý (h)   | Albano Olivetti          | Frank Dancevic Marko Tepavac                 | 6–4, 6–4               |
| 6.  | srpen 2017    | Meerbusch, Německo                    | antuka      | Andreas Mies             | Dustin Brown Antonio Šančić                  | 6–1, 7–6(7–5)          |
| 24. | leden 2018    | Schwieberdingen, Německo              | koberec (h) | Daniel Masur             | Sébastien Boltz Kai Wehnelt                  | 4–6, 6–2, [10–2]       |
| 25. | leden 2018    | Nußloch. Německo                      | koberec (h) | Ruan Roelofse            | Pedro Cachín Daniel Masur                    | 6–3, 6–3               |
| 26. | březen 2018   | Džerba, Tunisko                       | tvrdý       | Mariano Kestelboim       | Eduardo Dischinger Ken Oniši                 | 4–6, 6–3, [10–7]       |
| 27. | březen 2018   | Džerba, Tunisko                       | tvrdý       | Alexandr Vasilenko       | Florent Diep Jonathan Kanar                  | 6–7(3–7), 6–3, [10–8]  |
| 7.  | duben 2018    | Panamá, Panama                        | antuka      | Yannick Hanfmann         | Nathan Pasha Roberto Quiroz                  | 7–6(7–4), 6–4          |
| 8.  | duben 2018    | Ciudad de México, Mexiko              | antuka      | Yannick Hanfmann         | Luke Bambridge Jonny O'Mara                  | 6–2, 7–6(7–3)          |
| 9.  | květen 2018   | Řím, Itálie                           | antuka      | Andreas Mies             | Sander Gillé Joran Vliegen                   | 6–3, 2–6, [10–4]       |
| 10. | červen 2018   | Almaty, Kazachstán                    | antuka      | Andreas Mies             | Laurynas Grigelis Vladyslav Manafov          | 6–2, 7–6(7–2)          |
| 11. | září 2018     | Janov, Itálie                         | antuka      | Andreas Mies             | Martin Kližan Filip Polášek                  | 6–2, 3–6, [10–2]       |
| 12. | září 2018     | Sibiu, Rumunsko                       | antuka      | Andreas Mies             | Tomasz Bednarek David Pel                    | 6–4, 6–2               |
| 13. | listopad 2018 | Eckental, Německo                     | koberec (h) | Andreas Mies             | Hugo Nys Jonny O'Mara                        | 6–1, 6–4               |
| 14. | únor 2019     | Budapešť, Maďarsko                    | tvrdý (h)   | Filip Polášek            | Filippo Baldi Luca Margaroli                 | 7–5, 7–6(7–5)          |
| 15. | březen 2019   | Marbella, Španělsko                   | antuka      | Andreas Mies             | Sander Gillé Joran Vliegen                   | 7–6(8–6), 2–6, [10–6]  |
| 16. | květen 2019   | Aix-en-Provence, Francie              | antuka      | Jürgen Melzer            | Frederik Nielsen Tim Pütz                    | 7–6(7–5), 6–2          |
| 17. | květen 2019   | Heilbronn, Německo                    | antuka      | Andreas Mies             | Andre Begemann Fabrice Martin                | 6–2, 6–4               |

## Finále na juniorském Grand Slamu

### Čtyřhra juniorů: 2 (1–1)
| Stav      | rok  | turnaj          | povrch | spoluhráč             | soupeři ve finále              | výsledek               |
| --------- | ---- | --------------- | ------ | --------------------- | ------------------------------ | ---------------------- |
| Vítěz     | 2009 | Wimbledon       | tráva  | Pierre-Hugues Herbert | Julien Obry Adrien Puget       | 6–7(3–7), 6–2, [12–10] |
| Finalista | 2010 | Australian Open | tvrdý  | Dominik Schulz        | Justin Eleveld Jannick Lupescu | 4–6, 4–6               |